# Melvin Smith
Melvin Smith (* 1936 in Atlanta) ist ein US-amerikanischer R&B-Sänger, Songwriter und Gitarrist.
Melvin Smith, dem lediglich mit dem Song Looped ein größerer Hit gelang, stand stilistisch zwischen den R&B-Sängern Roy Brown und Louis Jordan. Smith wuchs in Atlanta auf; frühe Vorbilder waren Roy Brown, Wynonie Harris und Jimmy Witherspoon. Als Jugendlicher gewann er einen Talentwettbewerb und sang dann im Arstell Allen Sextet. Anfang 1951 wurde er von Talentscouts von RCA Victor entdeckt, als er gerade 15 Jahre alt war. Im Januar 1951 hatte er seine erste Aufnahmesitzung mit dem Saxophonisten und Bandleader Clyde W. „Blow Top“ Lynn and his House Rockers, bei der seine erste Single, Reliefin' Blues entstand. Nach Ende der Schulzeit trat er als Little Melvin auf und sang bei Tommy Brown's Maroon Notes. Mit Lynn entstanden weitere Aufnahmen wie Rampaging Mama und Real True Gal, die jedoch wenig Erfolg in den Charts hatten, ebenso wie die 1952 aufgenommenen Songs California Baby und Everybody's Got the Blues RCA glaubte nach wie vor, mit Smith den Durchbruch erreichen zu können, und holte ihn im März 1952 nach New York, wo eine Aufnahmesession mit Jazzmusikern wie Tyree Glenn, Taft Jordan, Eddie Barefield und dem Pianisten Howard Biggs anberaumt war. Dabei entstand Smith´ bekanntester Song Looped.
Nach weiteren Aufnahmen mit RCA (Sarah Kelly (From Plumnelly)), die ohne Erfolg blieben, endete der Vertrag bei dem Label. Smith zog danach nach Philadelphia, wo er in den nächsten zehn Jahren mit einem Quintett namens The Nite Riders auftrat und einen Plattenvertrag mit Apollo Records abschloss. Später entstanden noch Aufnahmen für die kleinen Labels Sound/Teen, Swan, Cameo und Sue Records. Smith hatte mit seiner Gruppe vor allem Ende der 50er Jahre Erfolg, als er ein Engagement im Wagon Wheel Club in Manhattan hatte und auf erfolgreiche Tourneen nach Kanada und Boston ging.
Smith arbeitete auch in den 1970er und den frühen 80er Jahren  mit eigenen Bands; Anfang der 1990er verließ er das Musikgeschäft, um einen Verwaltungsposten anzunehmen.

## Diskographische Hinweise
- Melvin Smith at His Best (Bear Family Records, Kompilation)
- RCA Jump 'n' Jive, Vol. 4 (RCA Victor, Kompilation)